# Бочкарёво (Свердловская область)
Бочкарёво — деревня в Таборинском районе Свердловской области России. 

## Географическое положение
Деревня Бочкарёва муниципального образования «Таборинского муниципального района» расположена в долине левого притока реки Павья (правый приток реки Тавды), в 28 километрах к югу-юго-востоку от районного центра села Таборы (по автотрассе в 38 километрах), в 40 км от города Тавды, в 70 км к северо-востоку от Туринска, в 306 км к северо-востоку от Екатеринбурга и в 134 км к северо-западу от Тюмени. Вблизи проходит автодорога Тавда – Таборы. 

## История
С 1 января 2006 года входит в состав муниципального образования Кузнецовское сельское поселение.

## Климат
Климат континентальный с холодной зимой и тёплым летом.

## Население
| 2002 | 2010 | 2021 |
| ---- | ---- | ---- |
| 21   | ↘14  | ↗15  |